# Die Humpty-Dumpty-Maschine der totalen Zukunft
Die Humpty-Dumpty-Maschine der totalen Zukunft ist eine Plastik von Jonathan Meese. Der Bronzeguss zeigt die futuristische Interpretation einer Flugmaschine und ist ca. 2,30 m lang und etwa 1,5 t schwer.

## Aufstellort
Die von Meese 2010 geschaffene Figur:10 wurde im März 2011 vor der Alten Nationalgalerie in Berlin im nach mehrjähriger Sanierung 2010 wiedereröffneten Kolonnadenhof installiert. Sie war der Beginn einer Projektreihe zur Rolle repräsentativer Denkmäler in der Skulptur der Gegenwart. Im September 2015 wurde dort die Reiterstatue The Monument des Künstlerkollektivs Atelier van Lieshout aufgestellt.
Die Plastik war Ende August 2011 im Rahmen der Art Masters auch in St. Moritz auf dem Walk of Art vor dem Badrutt’s Palace Hotel zu sehen.

## Entstehung
Laut dem Künstler standen Emma die Lokomotive, Lok 1414, die Zeitmaschine, das Gefährt des Sandmännchens, Tschitti Tschitti Bäng Bäng, die Nautilus, Ben Hurs Streitwagen, der Schlitten der Schneekönigin, die Jenseitskutsche von Diablos, Fahrzeuge aus Mad-Max-Filmen und Moby Dick Pate für das Kunstwerk.:10 Meese charakterisiert sein Bronze-Objekt als vorwärtsorientiert: „Das Baby-Raumschiff fliegt ohne Rückspiegel, ohne Reling und ohne Nostalgie nur nach vorne, toll, toll, toll.“
Das ursprüngliche Konzept sei „Tier mit nackter Frau“ gewesen; das Tier wurde zur Maschine und der Mensch verschwand. Das Kunstwerk entstand zuerst als eine geometrische Skizze, aus der sich ein kleines Modell entwickelte. Die nächste Stufe war dann ein großes Styropormodell, das dann „erzbearbeitet“ wurde. Zu diesem Schritt wurden die Mitarbeiter der Bronzegießerei einbezogen, um ein stabiles Grundmodell zu garantieren, auf dem die Details aufbauen konnten.:11 Gegossen wurde die Plastik in der Bildgießerei Noack. Die finale Bearbeitung der Oberflächen incl. mechanischer und chemischer Behandlung erfolgte ebenfalls durch die Noack-Spezialisten.

## Rezeption
Der Galerist Philipp Haverkampf meint auf Bild.de, das Werk sei „eine verrückte Mischung aus Zeitmaschine, Raumschiff und dem Schlitten vom Sandmännchen“. Beim Betrachten könne man skurrile Details erkennen wie geometrische Formen, das Eiserne Kreuz und eine Bierflasche.
Laut Tagesspiegel bezieht sich der Begriff Humpty Dumpty im Titel auf das sprechende Ei in Lewis Carrolls Kinderbuch Alice hinter den Spiegeln. Das kunterbunte Fluggerät aus Flohmarktfunden wirke im Kolonnadenhof wie ein Fremdkörper zwischen den wohlproportionierten Statuen klassischer Bildhauerschulen.
Meeses Plastik ist Teil jenes Bildungskanons von insgesamt 100 Werken, den die Zeit-Redaktion im Herbst 2018 in den Bereichen Film/Video, Musik, Literatur, Architektur und Kunst aus Leserzuschriften zusammenstellte.